# Joachim Knappe (Schriftsteller)

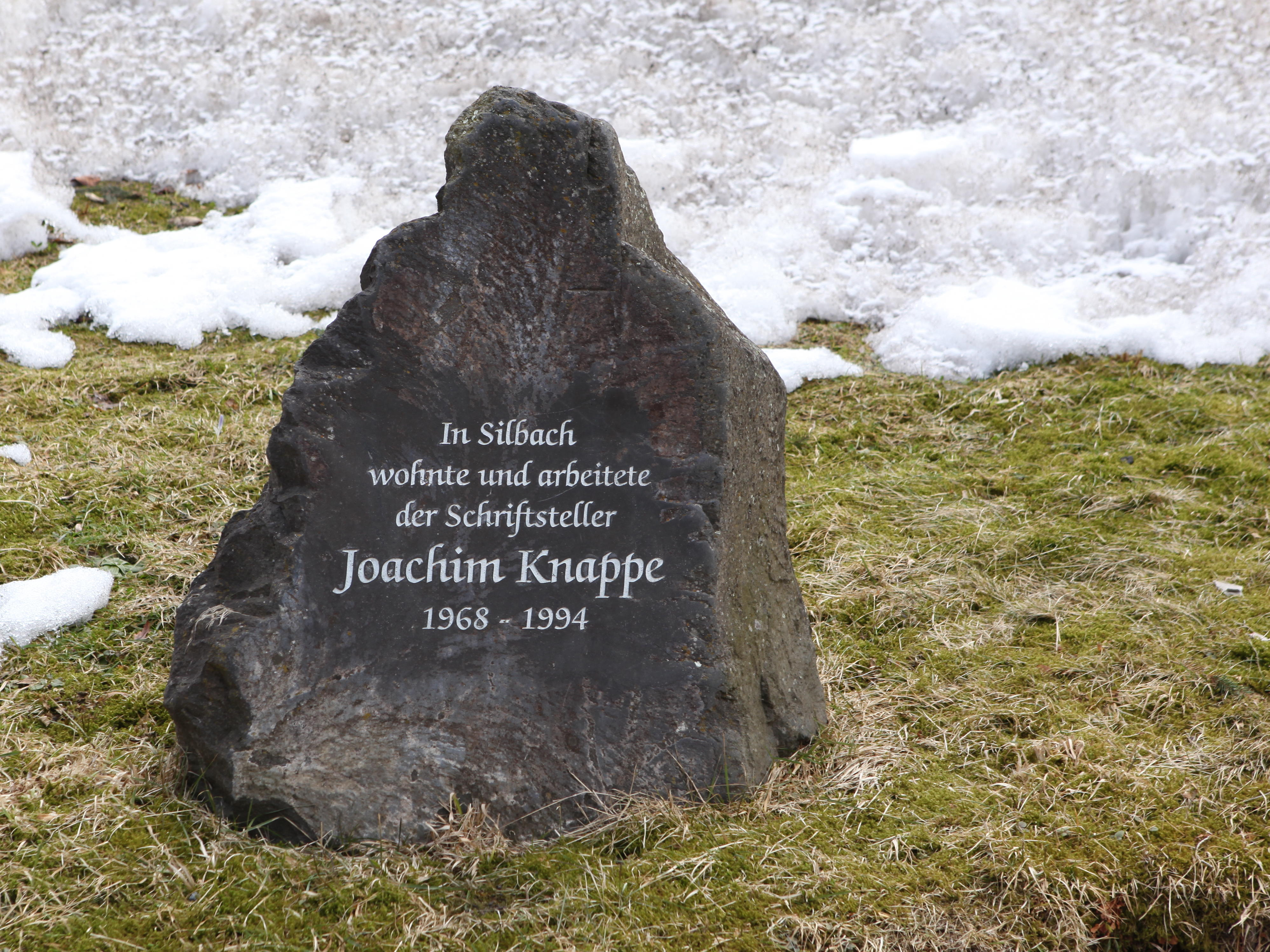
Gedenkstein in Silbach

Joachim Knappe (* 16. Mai 1929 in Zeitz; † 3. November 1994 in Schleusingen) war ein deutscher Schriftsteller.

## Leben
Joachim Knappe war der Sohn eines Ingenieurs. Er begann eine Lehre als Elektroinstallateur, die er abbrach. Anschließend wirkte er in verschiedenen Berufen, u. a. als Verkäufer. Von 1951 bis 1956 folgten längere Krankenhausaufenthalte. Von 1956 bis 1959 studierte er am Literaturinstitut „Johannes R. Becher“ in Leipzig. Anschließend redigierte er bis 1961 eine Betriebszeitung. Von 1961 bis 1965 leistete er Kulturarbeit in einem Großbetrieb in Eisenhüttenstadt.
Joachim Knappes Werk umfasst Lyrik und Romane. Mein namenloses Land ist ein Entwicklungsroman; die aus den Bänden Die Birke da oben, Frauen ohne Männer und Abschied von Marie bestehende Romantrilogie hat die Geschichte einer Arbeiterfamilie zum Thema.
Joachim Knappe erhielt 1966 und 1971 den Kunstpreis des FDGB, 1976 den Max-Reger-Kunstpreis sowie 1979 die Verdienstmedaille der DDR.

## Werke
- Stine Gruber (Erzählung), in Neue Deutsche Literatur, Berlin, Heft 11/55
- Bittere Wurzeln, Weimar 1961
- Mein namenloses Land, Halle (Saale) 1965
- Die Birke da oben (Romantrilogie), Halle/Saale 1970
- Frauen ohne Männer, Halle (Saale) 1975
- Das Glockenhaus, Halle (Saale) 1976
- Abschied von Maria, Halle [u. a.] 1980